# Nihil admirari

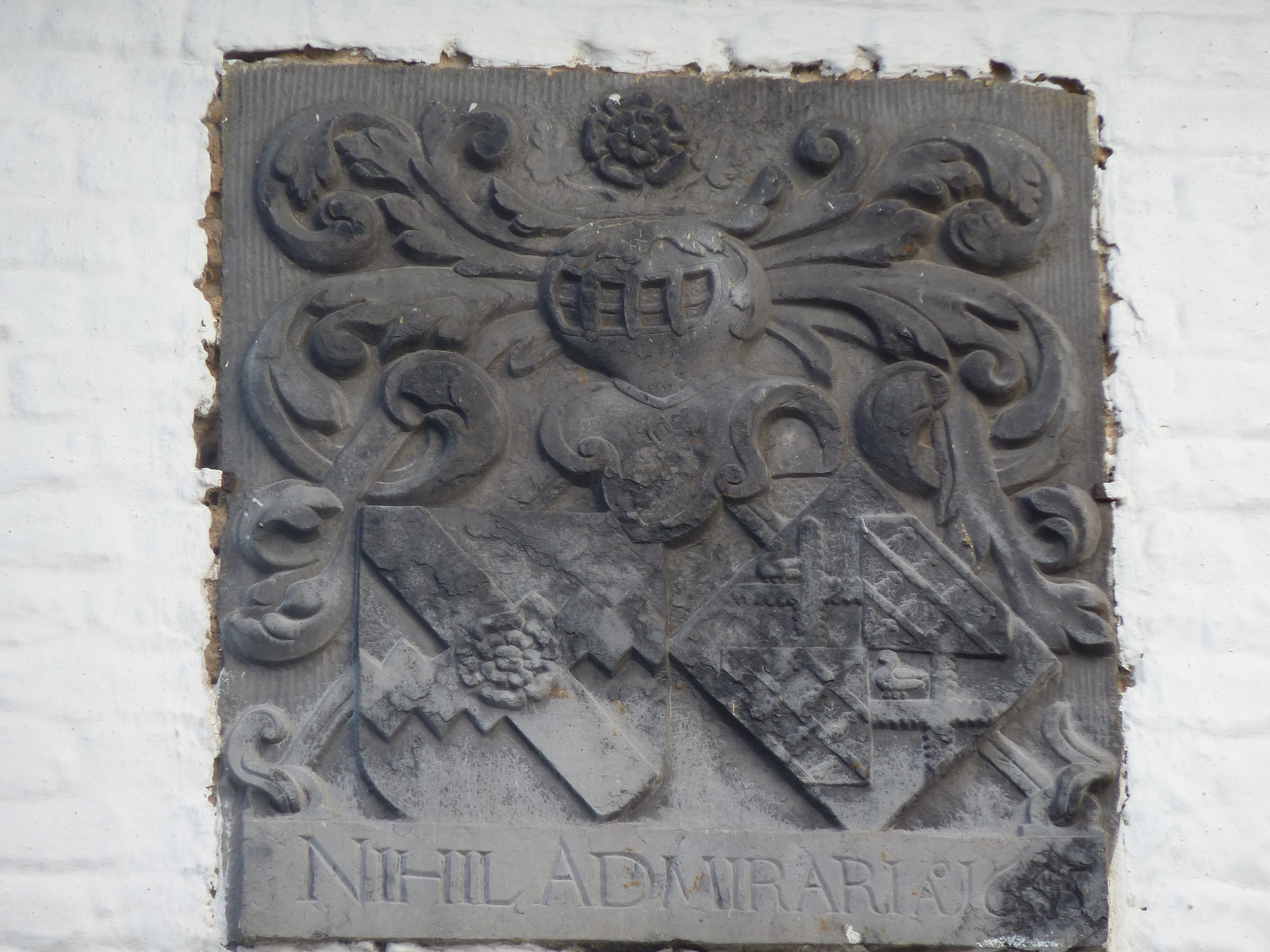
Каменная плита, 1655 год, Бемелен, Нидерланды

Nihil admirari, или Nil admirari (в переводе с лат.  — «ничему не быть удивлённым», пассивный инфинитив) — латинская фраза, которую можно перевести на русский язык выражением «ничему не удивляйся», «пусть ничто вас не удивит». Фраза несёт оттенки стоической сдержанности, невозмутимости, хладнокровия и бесстрастия, вплоть до снобизма.

## Происхождение
Марк Туллий Цицерон утверждал, что настоящая мудрость состоит в подготовке себя ко всем возможным происшествиям и к умению ничему не удивляться, приводя в качестве примера Анаксагора, который, когда ему сообщили о смерти сына, произнёс: «Sciebam me genuisse mortalem» (я знал, что зачал смертного). Гораций и Сенека также ссылались на подобные случаи и восхищались такой моральной силой духа.
Ницше писал, что в этом предложении древний философ «видит всю философию», противопоставляя его Шопенгауэровской admirari id est philosophari («философии удивления»).
Румынский и французский мыслитель-эссеист Эмиль Мишель Чо́ран в своей работе «Горькие силлогизмы» (1952) цитирует фразу и критикует устойчивость морального принципа как такового: «Истинный стоицизм: быть приверженцем принципа Nil admirari, истерической невозмутимости».